# Upplands runinskrifter 690
Upplands runinskrifter 690 är en vikingatida runsten av ljus granit med kvartsinslag i Hälsingbo, Kungs-Husby socken och Enköpings kommun. Stenens höjd är 2,12 meter och dess bredd 1,10 meter. Ristningen attribueras till runristaren Balle.

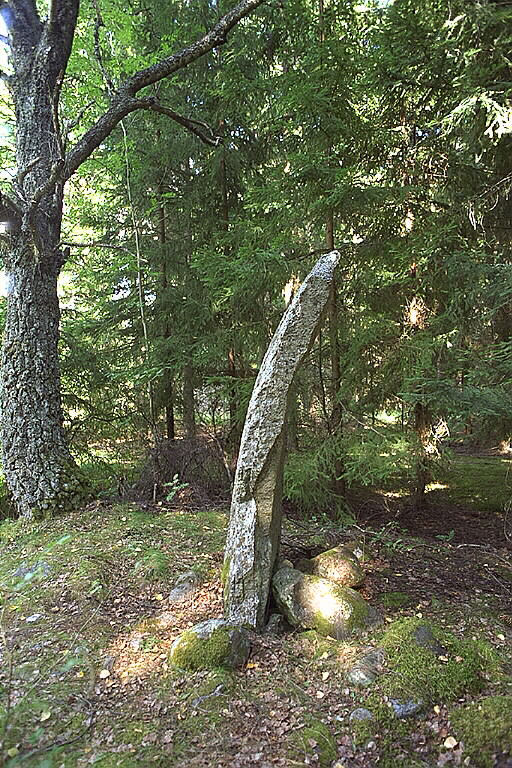
U 690 sedd från sidan.

## Inskriften
Translitterering av runraden:
· ika · lit · ... ... ...nsa · at · siksan · (s)un sin · kuþ · hielbi · sal hans · uel ·
Normalisering till runsvenska:
Inga let [ræisa stæin þe]nnsa at Sigstæin, sun sinn. Guð hialpi sal hans vel.
Översättning till nusvenska:
Inga lät resa denna sten efter Sigsten, sin son. Gud hjälpe hans själ väl.